# Phelsuma sundbergi
Espèce
Synonymes
- Phelsuma longinsulae Rendahl, 1939
- Phelsuma pulchrum Rendahl, 1939
- Phelsuma pulchrum cousinense Rendahl, 1939
- Phelsuma menaiensis Mertens, 1966
- Phelsuma rubra Börner & Minuth, 1982
- Phelsuma umbrae Börner & Minuth, 1982

Statut de conservation UICN

 LC  : Préoccupation mineure
Statut CITES
Phelsuma sundbergi est une espèce de geckos de la famille des Gekkonidae.

## Répartition
Cette espèce est endémique des Seychelles

## Description
Ce gecko est vert avec des taches rouges. La différence entre les mâles et les femelles est faible. En pleine activité, la coloration de la région des pores fémoraux devient brune chez les mâles.
La sous-espèce sundbergi mesure jusqu'à 22 cm, ladiguensis atteint 17 cm et longinsulae 16 cm.

## Liste des sous-espèces
Selon The Reptile Database (30 octobre 2012) :
- Phelsuma sundbergi ladiguensis Böhme & Meier, 1981
- Phelsuma sundbergi longinsulae Rendahl, 1939
- Phelsuma sundbergi sundbergi Rendahl, 1939

## Étymologie
Cette espèce est nommée en l'honneur d'Henrik Sundberg.

## Publications originales
- Rendahl, 1939 : Zur Herpetologie der Seychellen. I. Reptilien. Zoologische Jahrbucher, abteilung für Systematik, Geographie und Biologie der Tiere, vol. 72, p. 255-328.
- Böhme & Meier, 1981 : Eine neue Form der madagascariensis—Gruppe der Gattung Phelsuma von den Seychellen (Reptilia: Sauna: Gekkonidae). Salamandra, vol. 17, n. 1/2, p. 12-19.